# Lampart jawajski
Lampart jawajski (Panthera pardus melas) – podgatunek lamparta plamistego, ssaka z rodziny kotowatych (Felidae), występujący wyłącznie na indonezyjskiej wyspie Jawa.

## Taksonomia
Badania morfologiczne wskazują, że lampart jawajski różni się budową czaszki od innych azjatyckich podgatunków lamparta plamistego i jest odrębnym taksonem, który oddzielił się od innych podgatunków lamparta azjatyckiego w środkowym plejstocenie około 800 tys. lat temu. Wówczas mógł migrować na Jawę z Azji Południowej przez most lądowy omijający Sumatrę i Borneo.

## Opis
Lampart jawajski był początkowo opisywany jako czarna pantera z ciemnymi czarnymi plamami i srebrnoszarymi oczami. Ma albo zwyczajną, cętkowaną sierść z rozetami, albo fenotyp recesywny, co skutkuje czarną sierścią.

## Występowanie

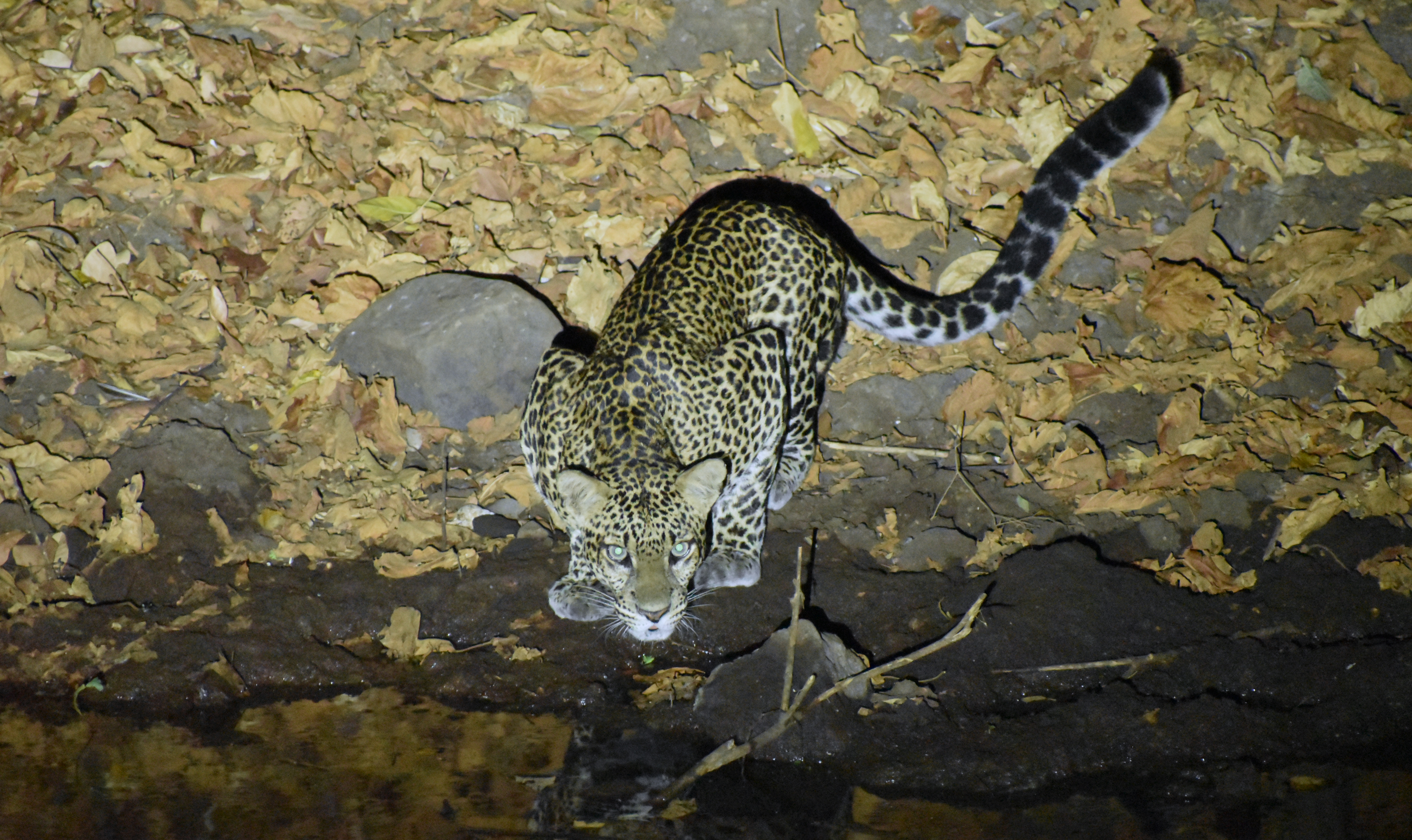
Lampart jawajski przy wodopoju

Lampart jawajski występuje wyłącznie na indonezyjskiej wyspie Jawa. Wiadomo, że zamieszkuje parki narodowe Gunung Halimun, Ujung Kulon, Gunung Gede Pangrango, Ceremai, Merbabu, Merapi, Bromo Tengger Semeru, Meru Betiri, Ijen, Baluran i Alas Purwo. Zamieszkuje wzniesienia od poziomu morza do 2540 metrów od gęstych wilgotnych lasów równikowych po suche lasy liściaste. Poza obszarami chronionymi notowano go w lasach wtórnych, rolnictwie mieszanym i lasach produkcyjnych w latach 2008–2014.

## Zagrożenia
Lampartowi jawajskiemu zagraża utrata siedlisk, wyczerpywanie się baz ofiar i kłusownictwo w wyniku wzrostu populacji ludzkiej i ekspansji rolnictwa. Za główne zagrożenie dla lamparta jawajskiego uważa się również konflikt między miejscową ludnością a lampartami. Jawa straciła ponad 90% swojej naturalnej roślinności i jest jedną z najgęściej zaludnionych wysp na świecie. Lasy pierwotne pozostają jedynie w regionach górskich na wysokościach powyżej 1400 m (4593,18 ft).
Lampart jawajski jest wymieniony w załączniku I CITES. Podejmowane są wysiłki, aby odbudować populację i zapobiec jej wyginięciu. Przepisy łowieckie są ściśle egzekwowane. W 2005 roku Park Narodowy Gunung Halimun został powiększony trzykrotnie w stosunku do pierwotnego rozmiaru w celu ochrony lamparta jawajskiego, gibona srebrzystego i wojownika jawajskiego.

## Galeria

Myśliwy z upolowanym osobnikiem
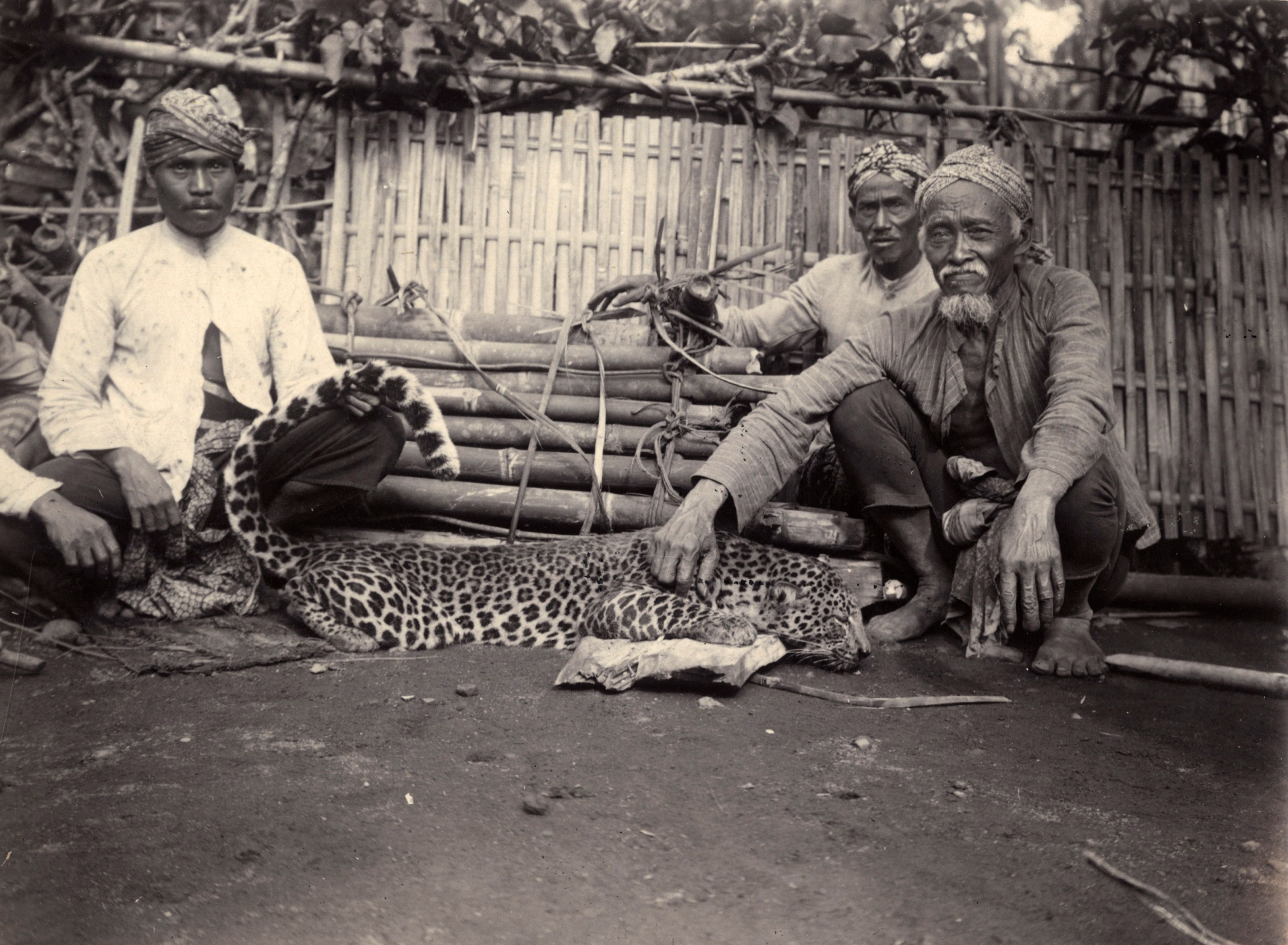
Mieszkańcy w Holenderskich Indiach Wschodnich z zabitym osobnikiem (1912)
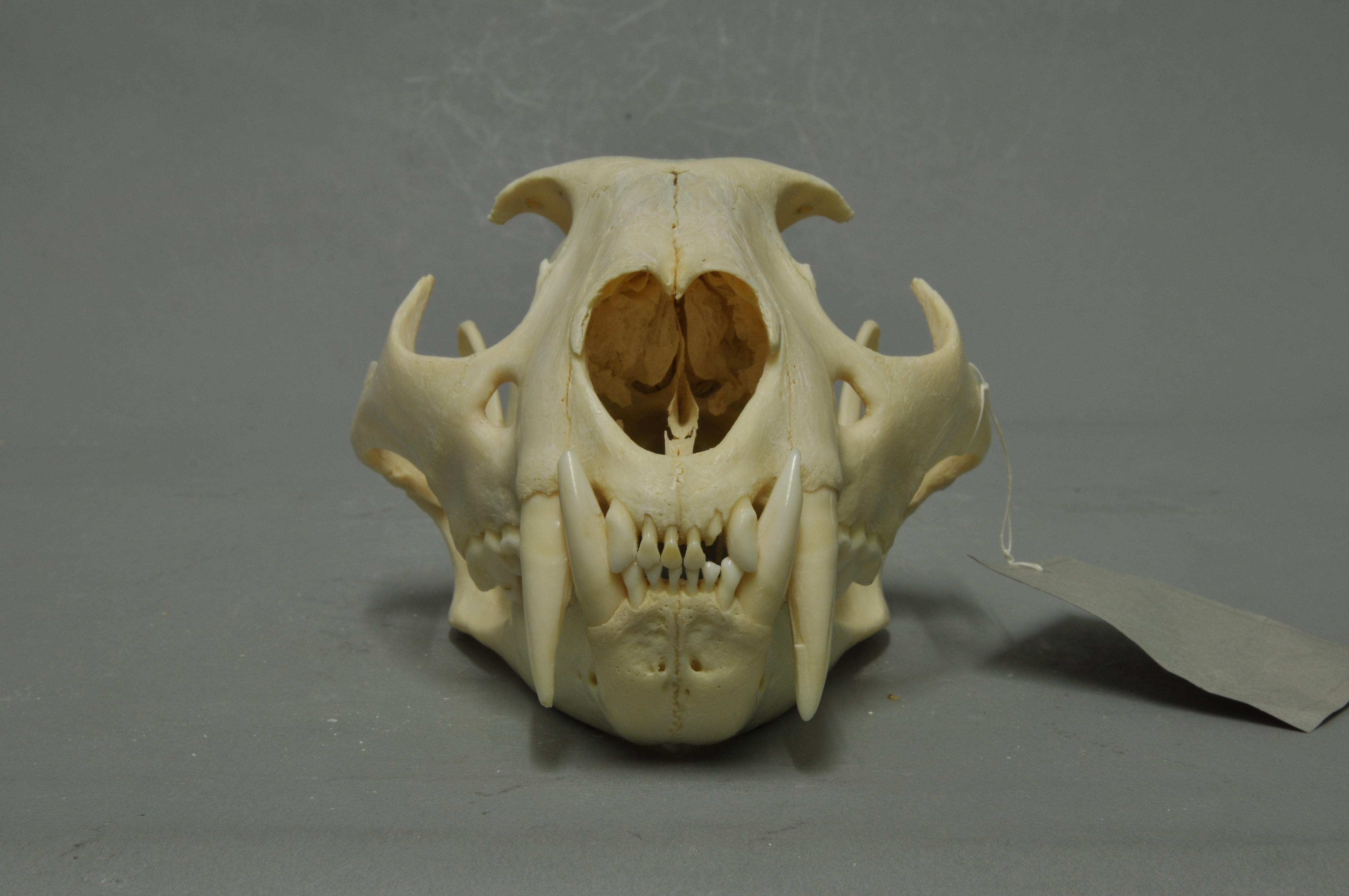
Czaszka, widok od przodu
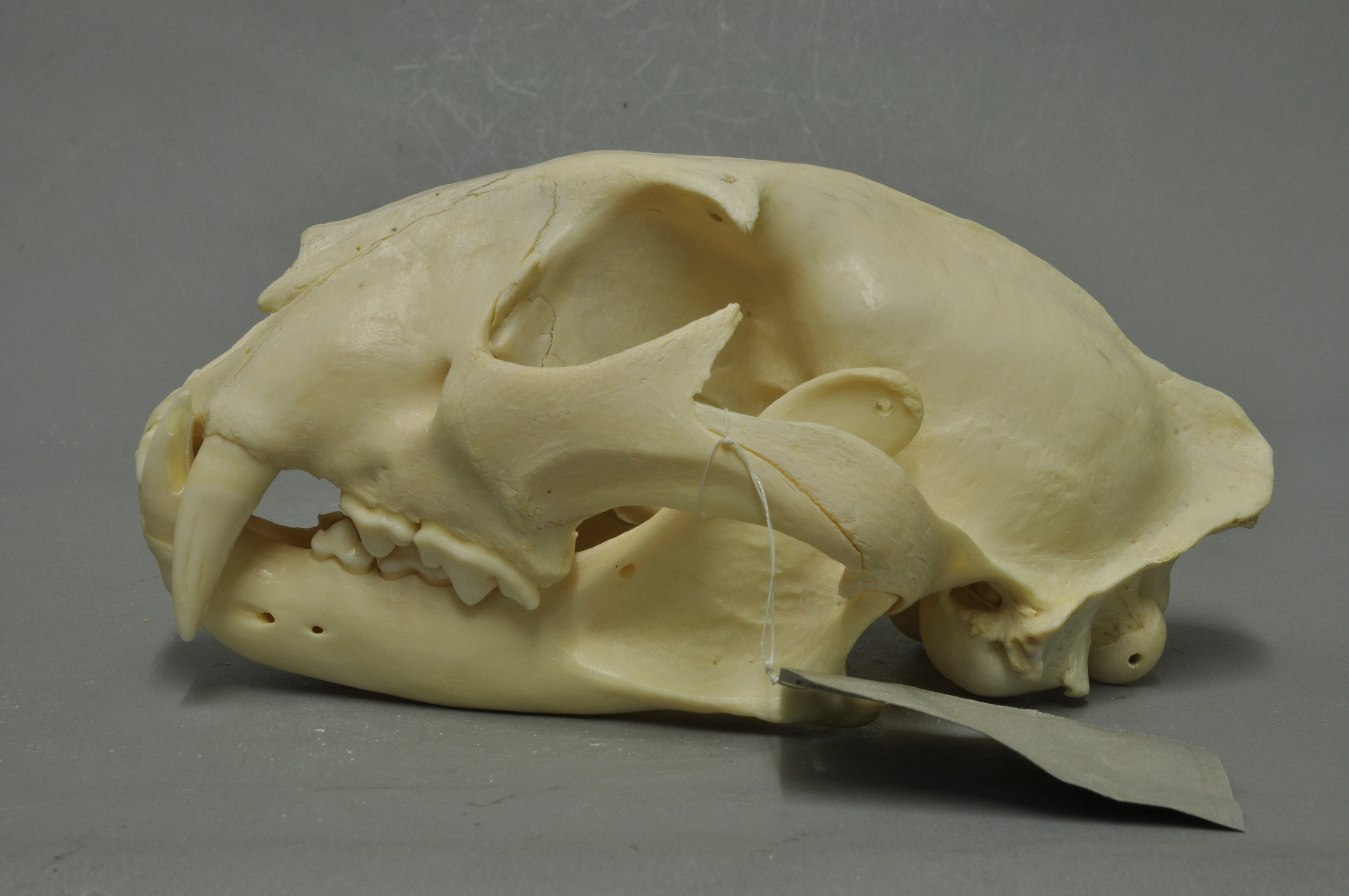
Czaszka, widok z boku
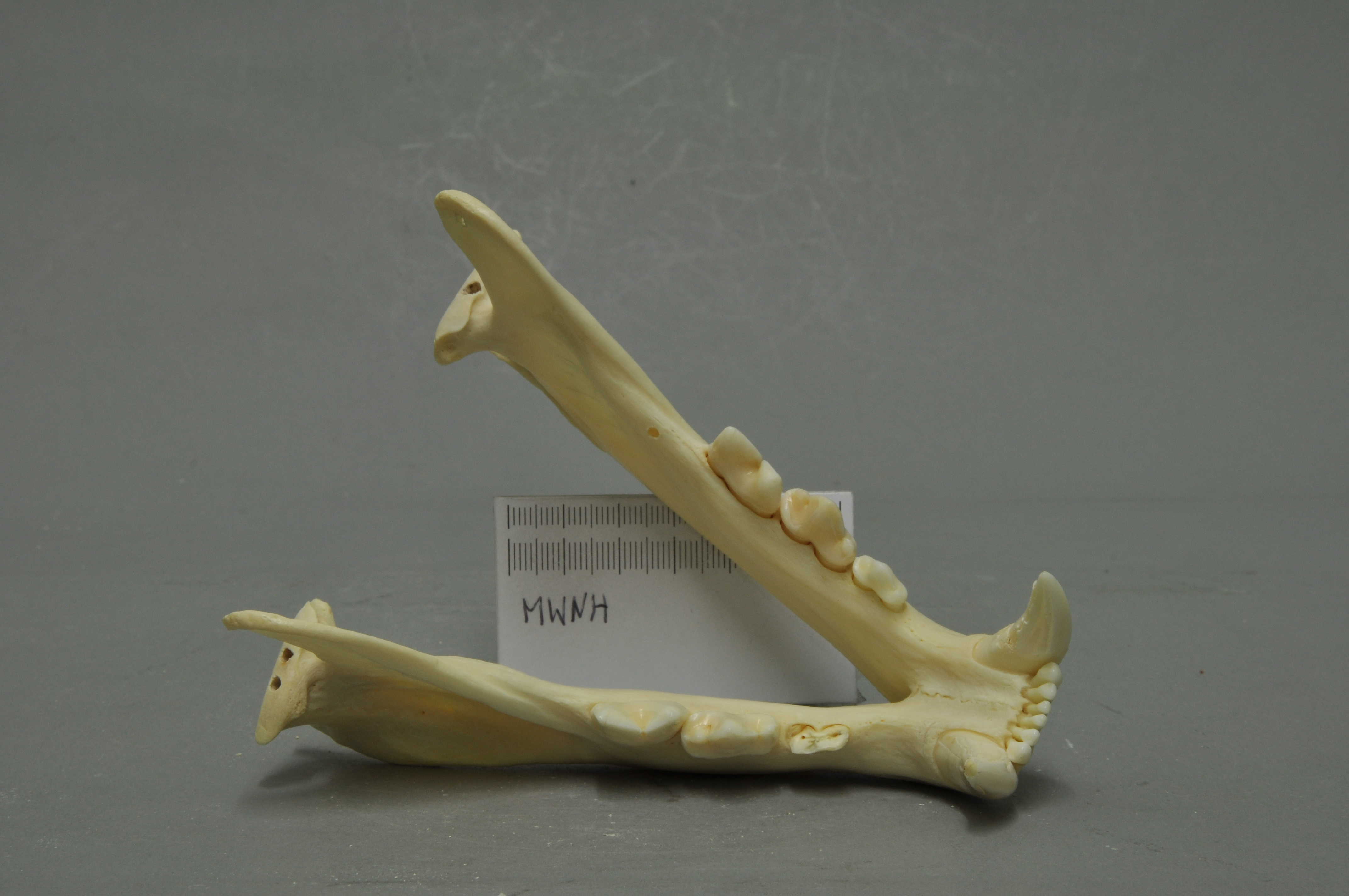
Żuchwa